# Carolina Costagrande
Carolina Costagrande (* 15. Oktober 1980 in El Trébol, Santa Fe) ist eine italienisch-argentinische Volleyballspielerin.
Costagrande spielte sowohl in der argentinischen als auch in der italienischen Nationalmannschaft, mit der sie an den Olympischen Spielen 2012 in London teilnahm und Fünfte wurde. Außerdem gewann sie mit Italien den Weltpokal 2011.
Während ihrer langen Karriere spielte die Außenangreiferin bei zahlreichen Spitzenvereinen auf der ganzen Welt. Neben vielen nationalen Meisterschaften und Pokalsiegen gab es für Costagrande weitere Höhepunkte mit Scavolini Pesaro (Siege im europäischen CEV-Pokal 2006 und 2008), mit Guangdong Evergrande (Klub-Asienmeisterin 2013) sowie mit Vakifbank Telekom Istanbul (Klub-Weltmeisterin 2013).